# زبان ساردنیایی
زبان ساردنیایی از زبان‌های رومی‌تبار و زبان اصلی مردم جزیره ساردنی ایتالیا است.